# Битва при Нёрдлингене (1634)
Битва при Нёрдлингене (нем. Schlacht bei Nördlingen) — одно из ключевых сражений третьего, шведского, периода Тридцатилетней войны, произошедшее 6 сентября 1634 года. В результате поражения Швеция утратила позиции гегемона в Германии, произошло усиление позиций Габсбургов, и Франция вступила в войну.

## Военная ситуация
К моменту начала сражения общий расклад сил между габсбургской коалицией и протестантскими войсками в целом на общеевропейском театре боевых действий характеризовался усиливавшимся ослаблением Швеции (причиной чему была гибель шведского короля Густава II Адольфа в сражении под Лютценом 16 ноября 1632 года), и наличием серьёзных предпосылок к консолидации сил испанских и австрийских Габсбургов.
Город Нёрдлинген осаждался императорской армией под руководством короля Венгрии Фердинанда (будущий император Священной Римской империи Фердинанд III) с конца августа 1634 года. Силы протестантской армии во главе с герцогом Бернгардом Саксен-Веймарским и маршалом Швеции Густавом Горном предпринимали попытки снять осаду города. К началу сентября 1634 года Фердинанд получил подкрепление в виде подошедших войск, возглавляемых братом короля Испании Филиппа IV — губернатором Милана, кардиналом-инфантом доном Фердинандом Австрийским. В составе армии Фердинанда Австрийского находились в основном итальянская и фламандская конница, немецкая, итальянская и валлонская пехота, собственно испанцы составляли около 1/5 войска. Объединённая имперская армия под консолидированным руководством Фердинанда Венгерского и Фердинанда Австрийского насчитывала около 30 000 чел., протестантская — порядка 20 000 чел. Непосредственное командование армией осуществлял  фельдмаршал Галлас. Силы Габсбургов располагались на высотах в лесистой местности за осаждаемым городом, их противники — вне лесов.

## Ход сражения
Визуальная труднодоступность места дислокации войск габсбургской коалиции, скрытых в лесах вблизи Нёрдлингена, предопределила роковое решение, принятое командующим шведско-протестантскими войсками маршалом Горном пробиться к городу сквозь имперские ряды. Протестанты начали наступление с восходом солнца 6 сентября 1634 года. 
Бой начался утром с атаки протестантских войск на занятый противником холм. Находившиеся здесь испанские солдаты были отброшены, но во время боя взорвалась бочка с порохом, что вызвало замешательство в рядах шведских войск, наступавших вместе с немцами. В результате быстрой контратаки испанцы вернули себе холм. 
Горн тринадцать раз атаковал позиции противника, но все атаки заканчивались неудачей и большими потерями для шведов. Около полудня войска Горна были настолько ослаблены, что он был вынужден перегруппироваться и отвести свои войска за позиции Бернгарда Веймарнского. 
Когда войска Горна стали отступать, имперская армия воспользовалась благоприятной возможностью и перешла в контратаку. Войска Бернгарда Веймарнского также потерпели поражение и, спасаясь, натолкнулись прямо на своих шведских союзников. В рядах протестантов вспыхнул хаос, возникла всеобщая паника, которая привела к поражению и огромным потерям. Бернгард был ранен, Горн был взят в плен.

## Результаты и последствия
Шведская армия, «утратившая былую дисциплину», потерпела жестокое поражение. Протестанты после 5 часов кровавой битвы и в результате последовавшего затем преследования потеряли 3/4 своей армии убитыми и плененными. Фаворит Филиппа IV граф Оливарес, получив известия о разгроме протестантов, провозгласил битву под Нёрдлингеном «величайшей победой нашего времени».

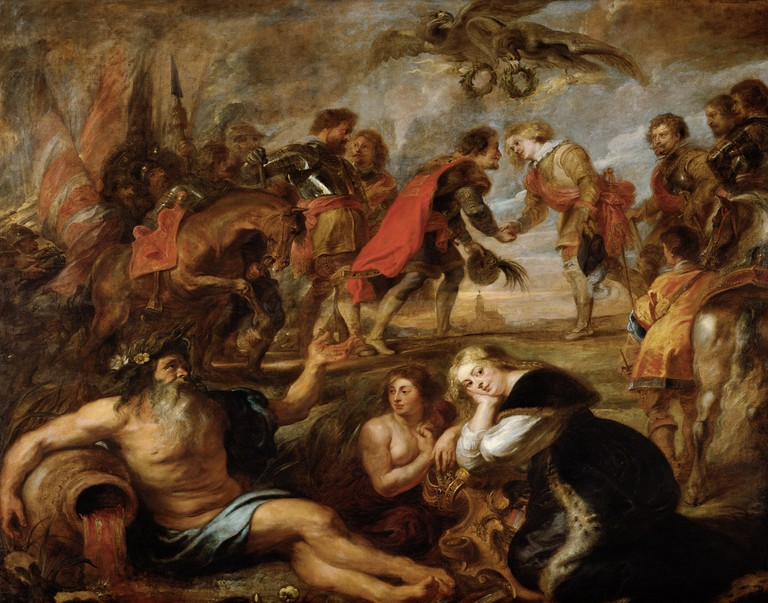
Эпизод битвы при Нёрдлингене на картине Рубенса.

Результаты битвы имели неоднозначные краткосрочный и долгосрочный эффект. Тактические итоги битвы были скорее выгодны католикам, нежели протестантам, а именно:
- окончательная утрата Швецией былого влияния, завоеванного ею в ходе третьего периода (1630—1635 годы) Тридцатилетней войны,
- вытеснение из Южной Германии шведов войсками габсбургской коалиции,
- форсирование начала переговоров между Габсбургами и крупнейшим союзником шведов, курфюршеством Саксонским, завершившееся Пражским миром 30 мая 1635 года, важнейшим условием которого для империи и Саксонии стала политически важная уступка императора — отказ Фердинанда II от проведения в жизнь репрессивного Реституционного эдикта 1629 года на территории Саксонии в течение 40 лет.

Стратегически последствия разгрома протестантов были противоречивы.
С одной стороны, общеполитическая ситуация после 6 сентября 1634 года снова, как и в первые два периода войны, стала благоприятствовать католикам. Так, условия Пражского мира были «открытыми»: к договору могло присоединиться любое германское княжество, тем самым отказавшись от военного противостояния с Габсбургами и гарантировав себе временную отсрочку процедуры реституции католиками имущества, отнятого протестантами с 1552 года. Эта временная приостановка проведения антиреформационных мероприятий являлась новой тактикой Габсбургов и была рассчитана на внесение раскола в лагерь протестантов. Со временем она начала приносить свои плоды: сопряжённая с параллельными действиями имперских и испанских войск, начавших после победы под Нёрдлингеном методичное опустошение земель протестантских князей, она подстегивала намерения последних добиться остановки военных действий. К миру начали присоединяться северогерманские протестанты, ослабляя силы антигабсбургской коалиции.
С другой стороны, резкое ослабление протестантов и укрепление позиций Габсбургов после поражения под Нёрдлингеном не могло устроить усиливающуюся Францию. В начале 1635 года Оливарес открыто уведомил Государственный Совет Испании, что «будет объявлена война против Франции». «Ясно, что если протестанты неудачу потерпели, мощь Габсбургов против Франции обратится», записал кардинал Ришельё, получив известие о битве пятью днями позже в Париже. Это привело к открытому выступлению Людовика XIII (католика!) на стороне протестантов. Поскольку все другие резервы в борьбе с Габсбургами были исчерпаны, 19 мая 1635 года посланный в Брюссель глашатай официально объявил о начале военных действий Франции против Испании. Уже спустя месяц французские и голландские армии вторглись в контролируемые Испанией Южные Нидерланды. Помимо непосредственного ведения боевых действий, Франция активизировала также и дипломатические усилия, направленные на борьбу с австрийскими и испанскими Габсбургами. Вся совокупность этих мероприятий, вкупе с истощением, вызванным многолетним противостоянием противоборствующих сторон, уже с начала 1640-х годов определили нарастающий перевес французов и шведов, четко обозначившийся в ходе четвёртого (франко-шведского) периода (1635—1648 годы) Тридцатилетней войны.